# Gornji Obilić
Kopiliq i Epërm en albanais et Gornji Obilić en serbe latin (en serbe cyrillique : Горњи Обилић) est une localité du Kosovo située dans la commune/municipalité de Skenderaj/Srbica et dans le district de Mitrovicë/Kosovska Mitrovica. Selon le recensement kosovar de 2011, elle compte 599 habitants.

## Histoire
Sur le territoire du village se trouve une nécropole romaine mentionnée par l'Académie serbe des sciences et des arts et inscrite sur la liste des monuments culturels du Kosovo.

## Démographie

### Évolution historique de la population dans la localité
| 1948 | 1953 | 1961 | 1971 | 1981 | 1991 | 2011 |
| ---- | ---- | ---- | ---- | ---- | ---- | ---- |
| 263  | 293  | 343  | 405  | 500  | 561  | 599  |

|  |

### Répartition de la population par nationalités (2011)
En 2011, les Albanais représentaient 99,67 % de la population.